# Kh-20
Il Kh-20 (nome in codice NATO: AS-3 Kangaroo) era un missile da crociera supersonico sovietico. Entrato in servizio nel 1960, fu prodotto fino al 1965, il progetto inizialmente derivava da quello del MiG-19. Imbarcato in un unico esemplare dai grandi Tupolev Tu-95, aveva una struttura con ala a freccia di 55°, con una lunghezza di 15,4 m, un diametro di 1,89 ed un'apertura alare di 9,03. Il peso al lancio superava gli 11.000 kg.
La gittata utile raggiungeva i 600 km, il che permetteva al sistema bombardiere + missile di arrivare a 7000 km. Il sistema di guida era con autopilota preprogrammato nella fase di partenza e salita, con autopilota con radioguida nella fase di crociera e preprogrammato nella fase finale di discesa sul bersaglio. Data la scarsa affidabilità del sistema di guida, il missile ebbe sempre problemi di accuratezza.
La propulsione era assicurata da un turbogetto Lyulka AL-7F, che era in grado di spingerlo alla velocità di Mach 2.
La testata, singola, poteva essere di due tipi:
- convenzionale, da 2.300 kg di esplosivo;
- nucleare, da 800 chilotoni o più.